# Dicksonia arborescens
El Árbol Helecho Santa Helena (Dicksonia arborescens) es una planta característica de la vegetación "árbol helecho matorral" de las partes más altas de la cordillera central de la isla de Santa Elena. Es la especie tipo del género Dicksonia.
Es importante como un componente importante de un tipo de vegetación que es uno de los últimos remanentes de la vegetación nativa. Muchas de las otras plantas endémicas de esta vegetación germinan como plántulas en los troncos del helecho de árbol, que por lo tanto actúa como un vivero para la flora autóctona.
El género Dicksonia contiene varias especies muy dispersas en todo el mundo. L'Héritier describió la especie en Santa Helena en 1789, a partir de muestras de cultivo que vio mientras vivía en Londres.

## Taxonomía
Dicksonia arborescens fue descrita por  Charles Louis L'Héritier de Brutelle y publicado en Sertum Anglicum 31, t. 43. 1788.